# Georg von Scheidlein
Johann Georg Scheidlein, ab 1818 Edler von Scheidlein, (* 22. September 1747 in Wien; † 7. September 1826 in Baden) war ein österreichischer Rechtswissenschaftler und Hochschullehrer.

## Leben
Über die frühe Bildung Scheidleins ist nichts bekannt. Es ist lediglich bekannt, dass er Student der Rechtswissenschaften an der Universität Wien wurde und sein Studium wohl vor 1774 abschloss. In diesem Jahr wurde er wissenschaftlicher Lehrer der Rechte an der Theresianische Ritterakademie. Es folgte 1775 an der Wiener Universität seine Promotion zum Dr. jur. mit der Dissertation De anno decretorio ad res merae facultatis, et adiaphora non pertinente.
Scheidlein nahm 1779 einen Ruf als ordentlicher Professor der Provinzialrechte und der Gerichtspraxis an die Wiener Universität an und erhielt 1792 auch die Professur des deutschen Geschäftsstils hinzu, schließlich 1810 die des Privatrechts. Bereits 1785 wurde er zum Hof- und Gerichtsadvokaten ernannt, ab 1791 war er außerdem Notar und Syndikus der Universität Wien. 1818 wurde er in den österreichischen Adelsstand erhoben.

## Werke (Auswahl)
- De anno decretorio ad res merae facultatis, et adiaphora non pertinente, Wien 1755.
- Erklärung des österreichischen Provinzialrechtes, Gaßler, Wien 1804–1805.
- Erläuterungen über die allgemeine bürgerliche Gerichtsordnung, 2 Bände, Wien 1806.
- Commentar über die Einleitung und das erste Hauptstück des ersten Theiles des allgemeinen bürgerlichen Gesetzbuches, Wien 1823.